# Belanovtsé
Belanovtsé ou Belanovce (en macédonien Белановце, en albanais Bellanoca) est un village de la Macédoine du Nord, situé dans la municipalité de Lipkovo. Le village comptait 7 habitants en 2002. Il est majoritairement albanais.
Le nom de ce village repose sur l’anthroponyme « Bellan », qui, depuis le Moyen Âge, a été utilisé par les Albanais en tant que racine du mot. Cela est démontré par les patronymes actuels des Albanais, par exemple : Bellaja (Gjakovë), Belan (Kaçanik), Belaj (Deçan), Bellaçevc (Prishtinë), etc.

## Démographie
Lors du recensement de 2002, le village comptait :
- Albanais : 7